# Gällivare
Gällivare (em sueco: Gällivare; pronúncia /ˈjɛ̌lːɪvɑːrɛ/;  ouça a pronúncia; em finlandês:  Jällivaara; em lapão setentrional:  Jiellevárri ou Váhčir; em meänkieli: Jellivaara) é uma pequena cidade sueca, situada a 100 km a norte do Círculo Polar Ártico, e localizada a 75 km da cidade de Kiruna.

Pertence à província histórica da Lapónia. Tem cerca de 8 480 habitantes e é a sede do município de Gällivare, no condado de Norrbotten, situado no norte da Suécia. Hoje em dia, está ligada à sua cidade-gémea - Malmberget. Perto da cidade fica a montanha de Dundret (820 m de altitude).

## Comunicações
A cidade é atravessada pelas estradas europeias E10 (Kiruna-Luleå) e E45 (Karesuando-Gotemburgo).
É um nó ferroviário por onde passa a Linha do Minério (Luleå-Narvik) e por onde começa a Linha do Interior (Gällivare-Kristinehamn).
O aeroporto de Gällivare fica a cerca de 8 km a leste da cidade.

## Economia
A economia tradicional de Gällivare está baseada na agricultura e na mineração. Hoje em dia, a atividade económica está dominada pelas empresas de serviços ligados à extração mineira pela LKAB na mina de Malmberget e pela Boliden na mina Aitikgruva.
O hospital de Gällivare (Gällivare sjukhus) serve as comunas de Gällivare, Kiruna, Jokkmokk e Pajala.
O turismo tem uma importância crescente graças ao esqui alpino na montanha Dundret, de cujo topo é possível ver o sol da meia-noite durante seis semanas.

- Arctic Solar - fábrica de células solares[8]
- Vattenfal - trabalhos de eletricidade e telecomunicações[9]
- Turismo - parque de campismo, hotéis, pesca

## Património
- Gällivare museum - Museu de Gällivare
- Gällivare kommuns bibliotek - Biblioteca de Gällivare

## Clubes
- Gällivare Malmberget - clube de futebol

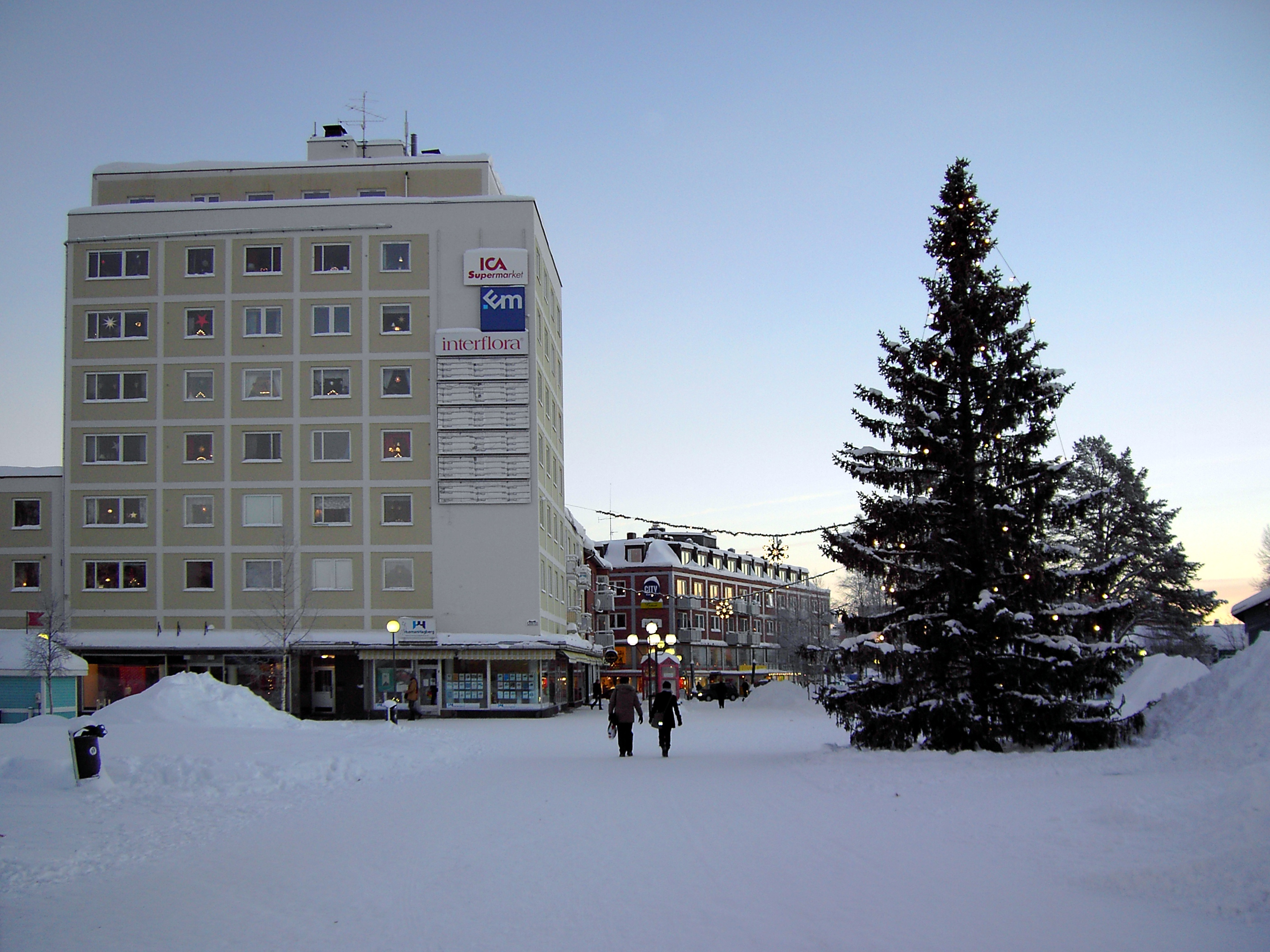
O centro de Gällivare em 2005.
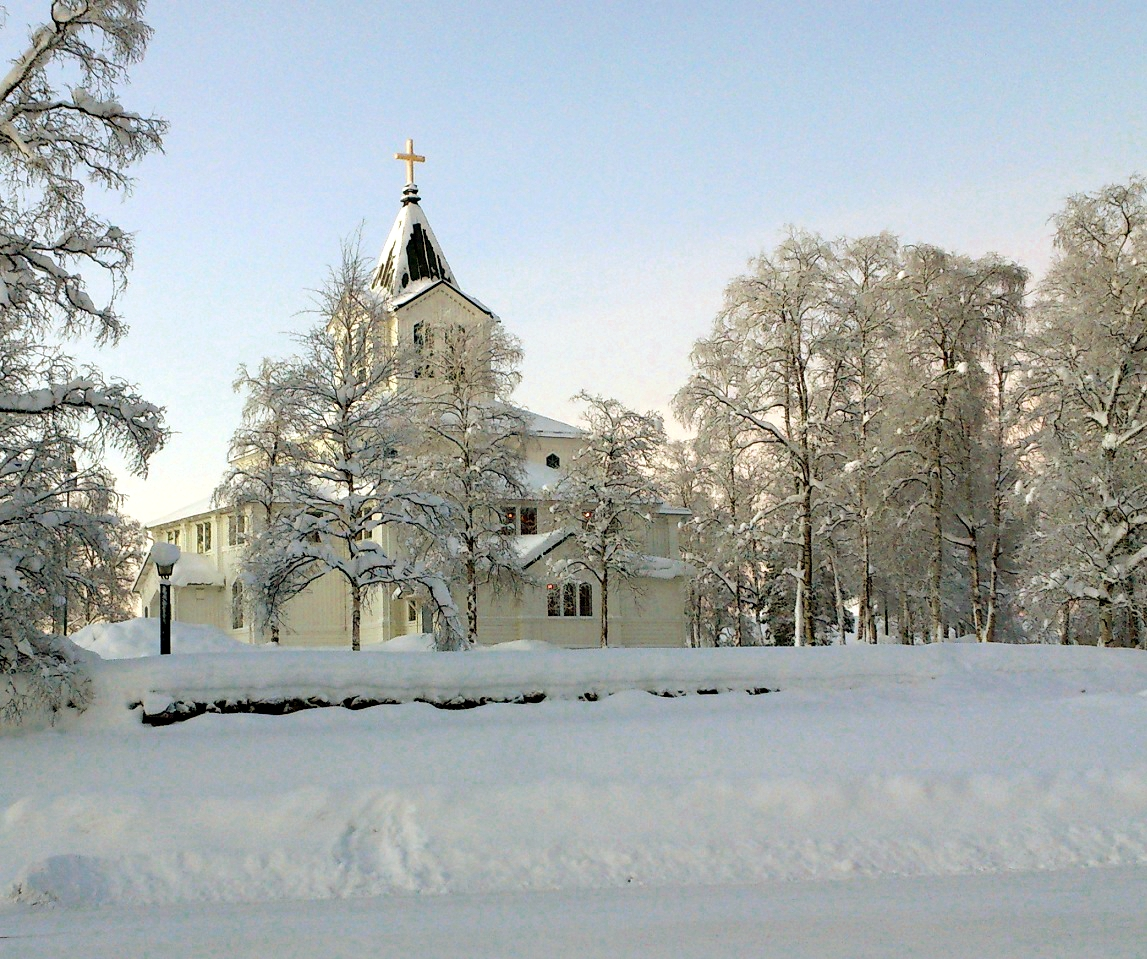
A igreja de Gällivare